# Kharar
Khararé uma pequena cidade  no distrito de Rupnagar, no estado indiano de Punjab.

## Geografia
Kharar está localizada a 30° 44′ N, 76° 39′ L. Tem uma altitude média de 297 metros (974 pés).

## Demografia
Segundo o censo de 2001, Kharar tinha uma população de 39,410 habitantes. Os indivíduos do sexo masculino constituem 54% da população e os do sexo feminino 46%. Kharar tem uma taxa de literacia de 75%, superior à média nacional de 59.5%: a literacia no sexo masculino é de 79% e no sexo feminino é de 72%. Em Kharar, 11% da população está abaixo dos 6 anos de idade.